# Râul Lupan
Râul Lupan este un curs de apă, afluent al râului Motnău. 